# Патардзеули
Патардзеули (груз. პატარძეული) — село в Грузии. Находится в Сагареджойском муниципалитете края Кахетия. Высота над уровнем моря составляет 800 метров. Население — 2829 человек (2014).